# Ilha da Barra
A ilha da Barra é uma ilha brasileira do estado do Paraná, localizada na confluência do rio Paranapanema com o rio Paraná.